# Louis David-Deschamps
Pour les articles homonymes, voir David et Deschamps.
Louis David-Deschamps est un homme politique français né le 12 octobre 1801 à Paris et décédé le 10 novembre 1865 à Joué-du-Plain.
Avocat à Paris, conseiller général du Canton d'Écouché, il est député de l'Orne de 1860 à 1865, siégeant dans la majorité dynastique.
Il est inhumé au cimetière de Montmartre (13e division), tombe à droite de la tombe du commandant Rivière, avenue Saint-Charles.

## Sources
- « Louis David-Deschamps », dans Adolphe Robert et Gaston Cougny, Dictionnaire des parlementaires français, Edgar Bourloton, 1889-1891 [détail de l’édition]